# Sulusee

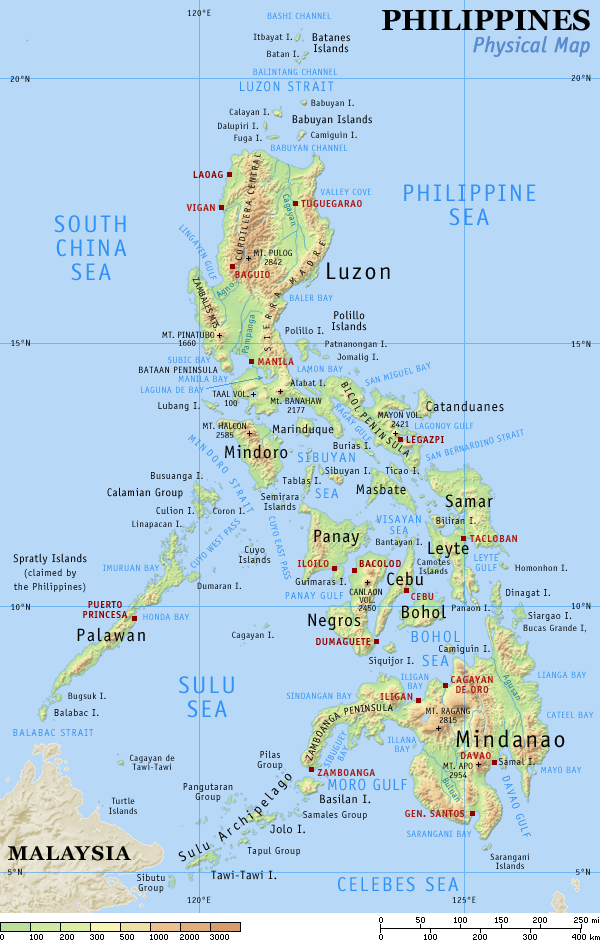
Karte mit den Philippinen und der Sulusee (Sulu Sea, im Südwesten)

Die Sulusee ist ein westliches Nebenmeer des Pazifischen Ozeans. Der Name leitet sich von dem lange Zeit in diesem Gebiet vorherrschenden Sultanat von Sulu ab.

## Geografie
Insgesamt bedeckt die Sulusee ein Seegebiet von 420.000 km². Bei einer durchschnittlichen Tiefe von 1139 Metern ergibt das einen Rauminhalt von 478.000 km³.
In mehreren Bereichen fällt das Sulubecken steil in große Tiefen ab. Die bisher bekannte tiefste Stelle liegt bei 7022 m.
Die Sulusee erstreckt sich zwischen den nordöstlich gelegenen  Visaya-Inseln, der Insel Mindanao im Osten, dem Sulu-Archipel im Südosten, Borneo im Südwesten und Palawan im Nordwesten. Der an die Sulusee grenzende Teil Borneos, die Provinz Sabah, gehört zu Malaysia, alle anderen Inseln gehören zu den Philippinen. Insbesondere auch durch die weit westlich gelegene Insel Cagayan de Tawi-Tawi gehört der größte Teil der Sulusee zu den Philippinen.
Im Nordwesten trennt die Insel Palawan die Sulusee und das Südchinesische Meer, unter anderem die Balabacstraße im Westen und die Mindoro-Straße im Norden verbinden beide. Im Norden geht die Sulusee in die Tablas-Straße und in die Sibuyan-See über. Die Grenze zu beiden bilden die Caluya-Inseln. In der nördlichen Region teilt der Cuyo-Archipel die Sulusee in den Cuyo East Pass und  Cuyo West Pass, beide bedeutende Seewege für die Schifffahrt in Südostasien.
Im Osten liegt zwischen den Inseln Panay und Negros der Golf von Panay, der über die Guimaras-Straße mit der Visayas-See im Nordosten verbunden ist. Panay vorgelagert sind die Inseln Maniguin, Mararison und Batbatan, Negros vorgelagert sind Dajugan und Apo.
Im Südosten geht die Sulusee beim Sulu-Archipel in die Celebessee über.
Die fast mittig gelegenen Tubbataha-Atolle sind das größte zusammenhängende Korallenriff, daneben gibt es noch einige weniger bekannte und noch nicht vollständig kartografierte sowie taucherisch explorierte Riffe, wie zum Beispiel um den Cagayan-Archipel.

## Ökologie
Im Südwesten der Sulusee liegen die Insel Cagayan de Tawi-Tawi und der Archipel der Turtle-Inseln, der besonders ökologisch wertvolle Brutplätze der Suppenschildkröte und der Echten Karettschildkröte beherbergt. Wechselnde Monsunwinde schaffen nur ein enges Zeitfenster von maximal Mitte März bis Anfang Juni, in der die Sulusee gefahrlos befahren und betaucht werden kann. Ausgangspunkte sind in der Regel Puerto Princesa auf Palawan, Zamboanga City auf Mindano oder Bongao.

## Geschichte
Das Sultanat von Sulu wurde 1457 (oder früher) gegründet und beherrschte einen großen Teil der Sulusee. Im Südwesten beherrschte das 1363 gegründete Sultanat von Brunei den Norden Borneos und zwischen dem 15. und 17. Jahrhundert auch den Sulu-Archipel und die Insel Palawan.
Im 17. Jahrhundert erreichten die Spanier die Sulusee und eroberten nach und nach die Inseln. Ende des 18. Jahrhunderts war das Gebiet für seine Piraten bekannt. Der Sultan von Brunei vergab 1877 Rechte im Norden von Borneo an einen Kaufmann, in Folge setzten sich die Briten in Nordborneo fest.
Im Protokoll von Madrid (1885), einem Abkommen zwischen Großbritannien, Deutschland und Spanien, verzichtete Spanien zugunsten von Großbritannien auf alle Ansprüche in Nordborneo, die in der Vergangenheit dem Sultanat Sulu zuzurechnen waren. 1898 annektierten die USA die Philippinen. Im Zweiten Weltkrieg eroberten die Japaner die Inseln, 1946 wurden die Philippinen unabhängig, 1963 wurde Malaysia gegründet.
Ende des 20. Jahrhunderts verstärkte sich in der Sulusee wieder die Piraterie.
Im Jahr 2000 geriet dieses Meeresgebiet in die Schlagzeilen, als die islamistische Terror-Gruppe Abu Sayyaf von der zu Malaysia gehörenden Ferieninsel Sipadan zahlreiche Touristen und Hotelbedienstete entführte und auf der philippinischen Insel Jolo mehrere Monate als Geiseln hielt.
Die südliche und westliche Sulusee gilt international als Hochrisikogebiet und als eines der am stärksten von Piraten heimgesuchten Gewässer der Erde.